# 英龍圍

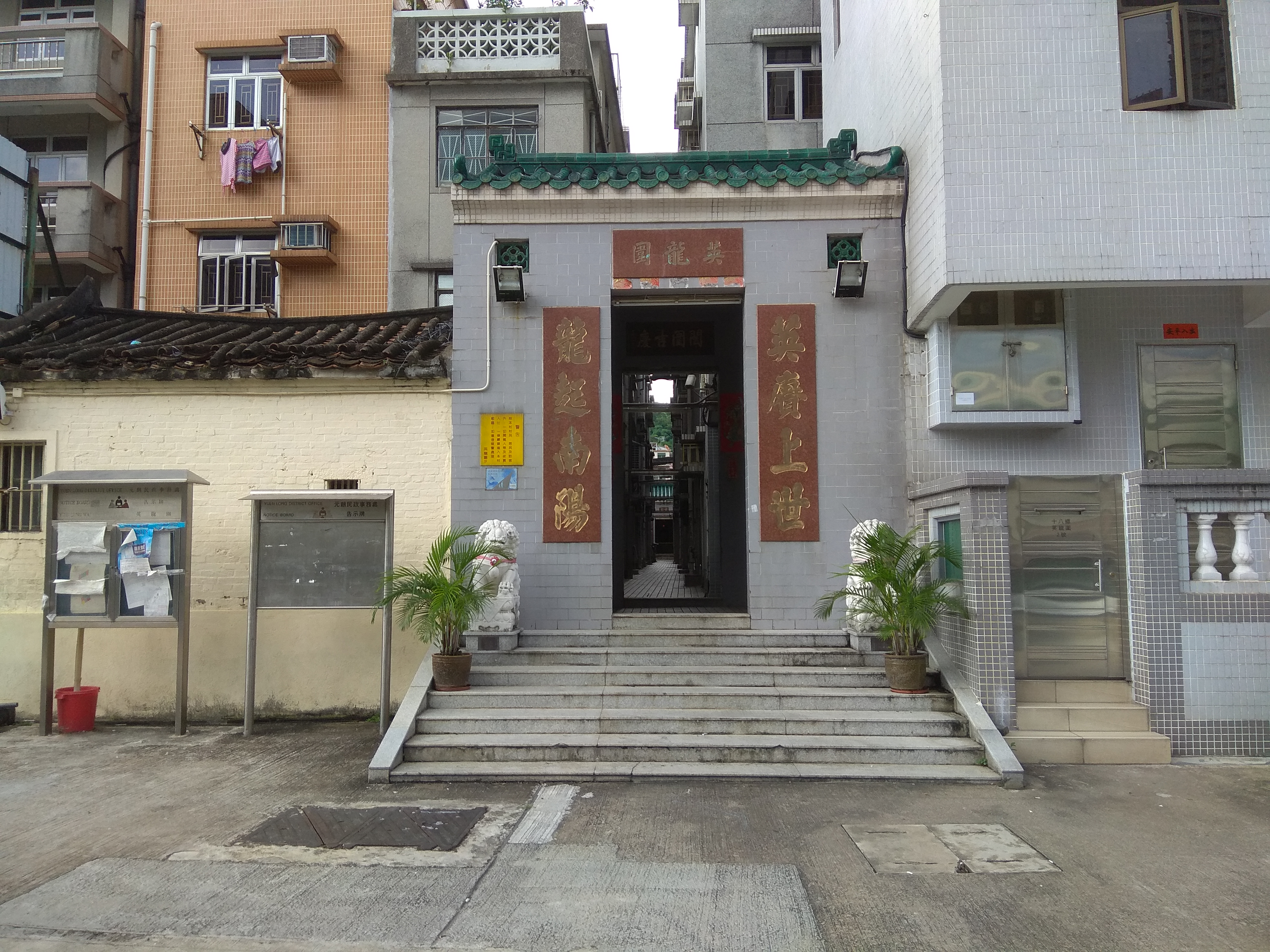
英龍圍圍門

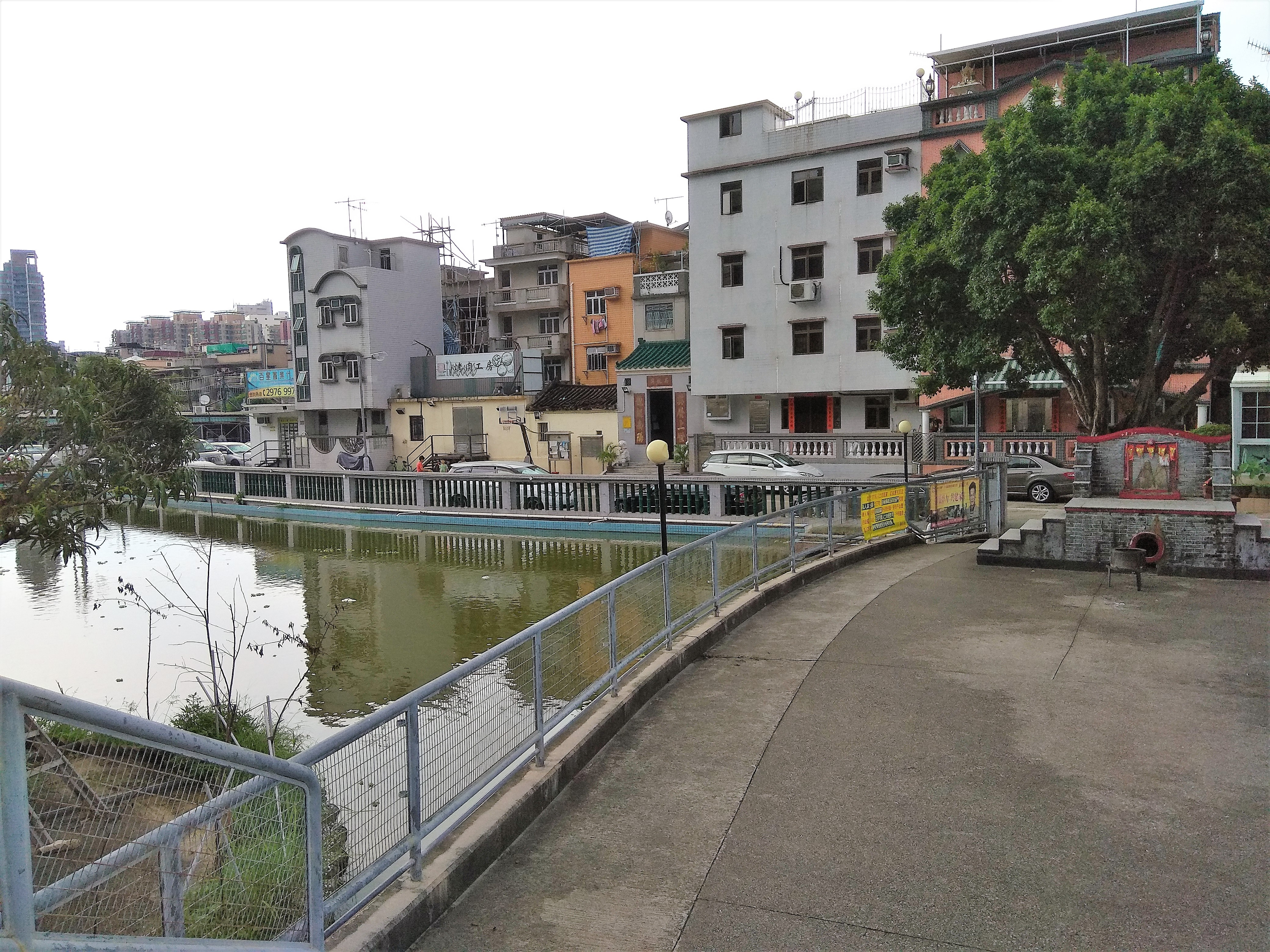
英龍圍外的池塘

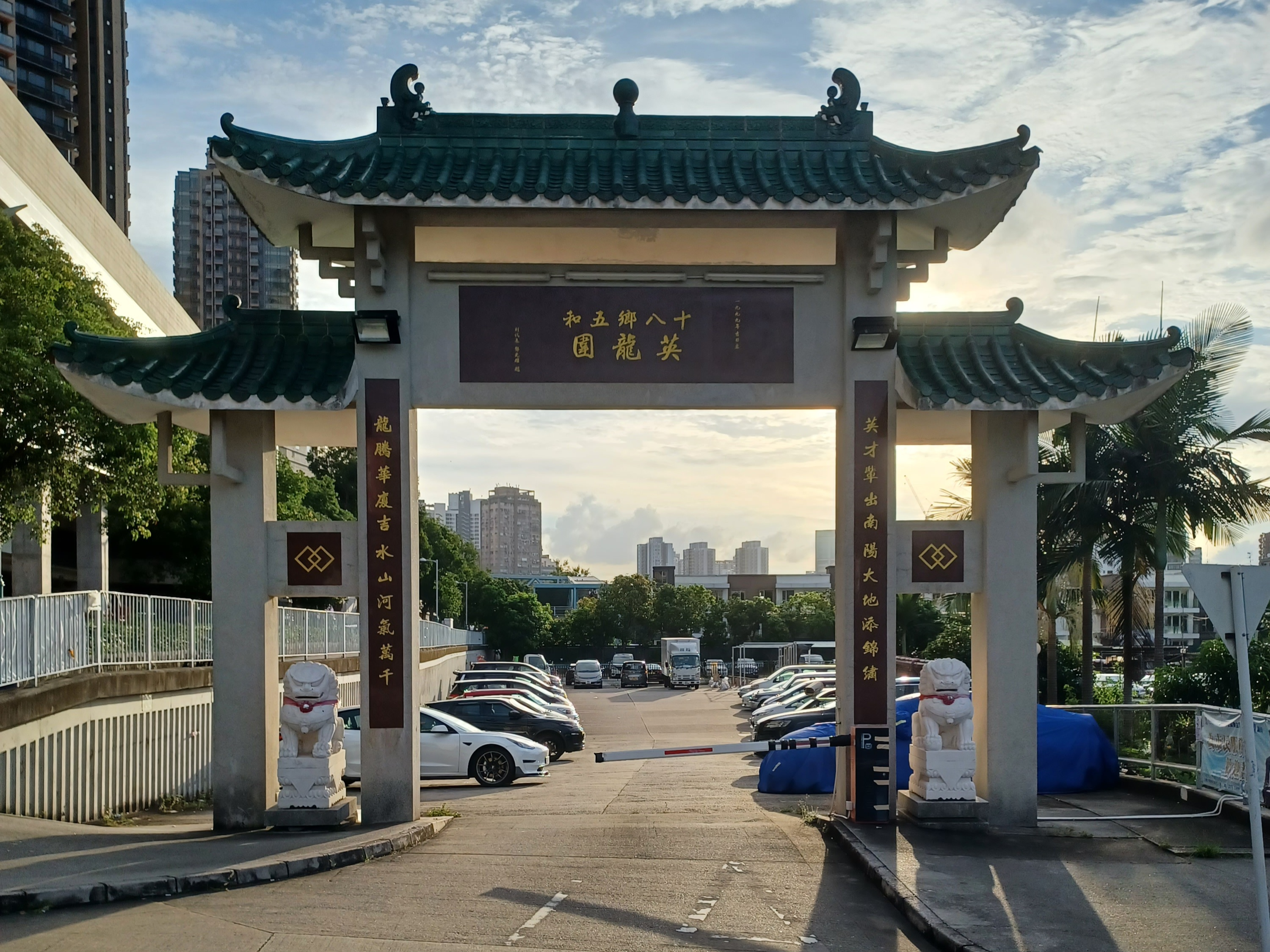
十八鄉五和英龍圍牌樓

22°26′50″N 114°02′13″E / 22.447188°N 114.036905°E
英龍圍（英語：Ying Lung Wai）是香港一條位於元朗區元朗舊墟一帶的圍村。

## 歷史
英龍圍由建立西邊圍及南邊圍、位於錦田的鄧氏分支建立，後因風水原因而將該等鄉村遷至英龍圍。
英龍圍是東頭約（或稱「七村聯席會議」）的一員，而東頭約是由該村與南邊圍、東頭村、蔡屋村、山貝村、黃屋村及大圍村組成。黃屋村內的二聖宮亦為東頭約七村的村廟。

## 外部連結
- 居民代表選舉英龍圍（十八鄉）的劃定現有鄉村範圍（2019至2022年） （页面存档备份，存于）